# Hadjibaba Huseynov
Pour les articles homonymes, voir Huseynov.
Hadjibaba Huseynov (en azéri: Hacıbaba Hüseynəli oğlu Hüseynov ; né le 15 mars 1919 à Bakou et mort le 24 octobre 1993) est un chanteur de mugham et de chansons populaires, artiste du peuple de la RSS d’Azerbaїdjan.

## Apprentissage
Hadjibaba Huseynov reçoit les premières connaissances sur la musique pholklorique en écoutant le chanteur Zulfu Adiguezalov et apprend les subtilités du mugham. En 1945 il commence sa carrière dans l’ensemble de l’éminent joueur de tar et pédagogue Ahmed Bakikhanov.
Grâce à sa bonne mémoire, il maîtrise profondément les échantillons de musique et de mughams qu'il entend, et commence à écrire des ghazals selon les lois de l'eruz.

## L’art du chant
Bien que sa gamme de voix ne soit pas assez large, son timbre était impressionnant et agréable. La capacité du chanteur à combiner poésie et mugam avec un goût artistique élevé, qu'il a acquise grâce à son travail acharné, a été très appréciée par les connaisseurs de mugam et les mélomanes.
Hadjibaba Huseynov est le premier interprète des sections «Uchchag» et «Husseini» du mugham Rast. Il visite plusieurs pays d’Europe et d’Asie. 

## Activité pédagogique
En plus de se produire sur scène, Hadjibaba Huseynov, qui travaillait également comme professeur à l'École de musique du nom d'Asaf Zeynally (maintenant l'École de musique du Conservatoire national d'Azerbaïdjan), a élevé une grande génération de chanteurs azerbaïdjanais. 